# Josef Nairz
Josef Nairz (n. 5 noiembrie 1936, Innsbruck, Austria) este un bober ce a reprezentat Austria, medaliat olimpic. A participat la o ediție a Jocurilor Olimpice (1964) în care a câștigat o medalie de argint.